# Rita ed io (programma televisivo)
Rita ed io è stato un programma televisivo italiano, trasmesso dalla Rete 1 nel 1977.

## Il programma
Il programma, che andò in onda per quattro puntate tra l'8 e il 29 ottobre 1977 ogni sabato sera sulla Rete 1, era condotto dalla soubrette Rita Pavone coadiuvata da grandi attori come Carlo Dapporto, Carlo Campanini ed Ettore Conti, Jack La Cayenne e dal compagno Teddy Reno.
Il programma fu concepito come omaggio all'avanspettacolo e alla rivista, ricco di gag e ospiti in studio. La sigla finale era My name is potato, mentre quella iniziale s'intitolava Ma volendo.
La Pavone pubblicò un LP omonimo tratto dallo spettacolo..